# مناخ رطب قاري

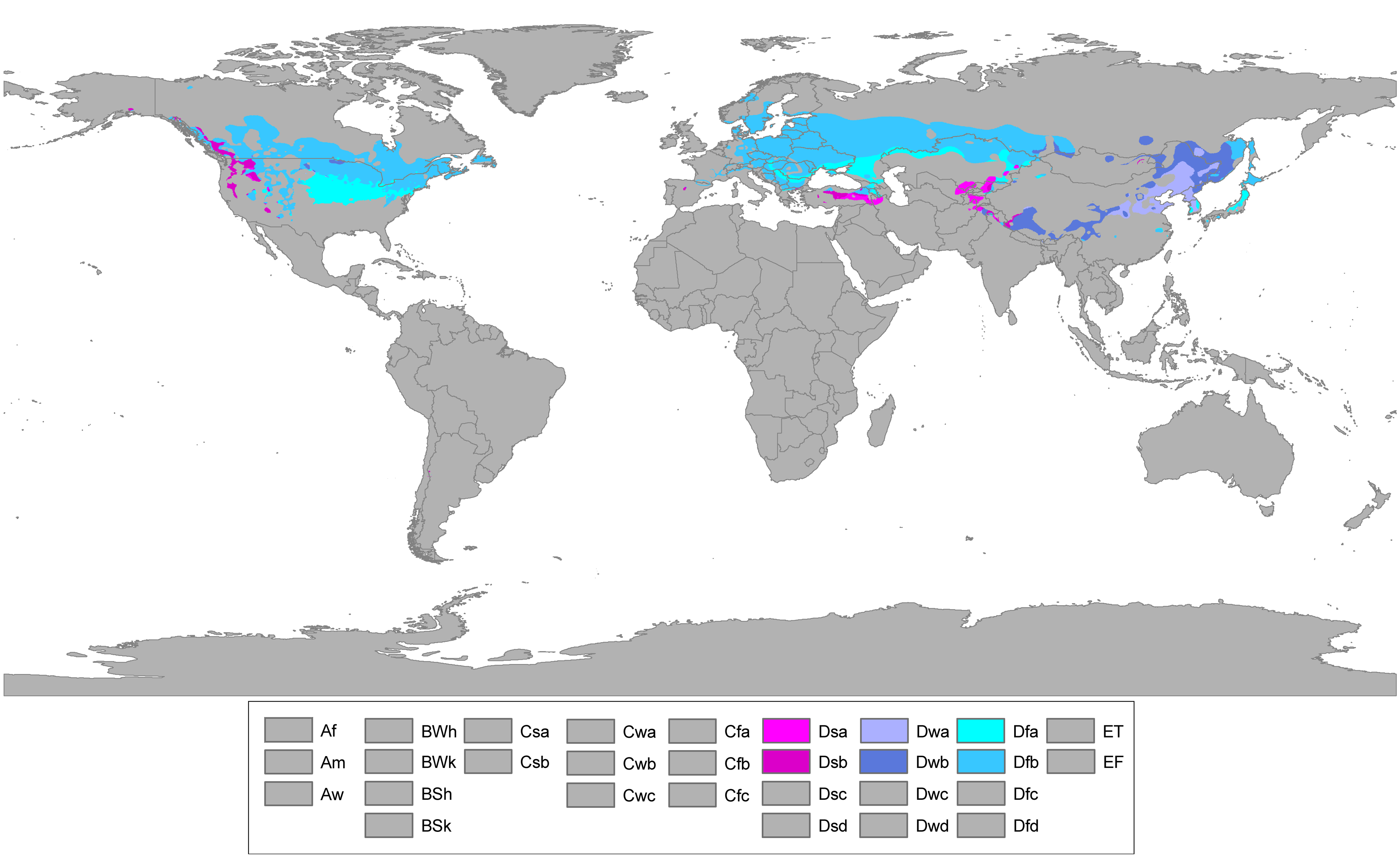
المناخ الرطب القاري حول العالم
Dsa
Dsb
Dwa
Dwb
Dfa
Dfb

المناخ الرطب القاري (كوبن: يرمز له بالحرف الأول D والحرف الثالث a أو b) هو منطقة مناخية عرّٙفها عالم المناخ الروسي-الألماني فلاديمير كوبن سنة 1900، وهي عادة تعرف تغييرات حرارية موسمية كبرى، مع صيف دافئ إلى حار (وغالبا رطب) وشتاء بارد (أحيانا قارس البرودة). أما عن التساقطات فهي موزعة بشكل منتظم غالبا على مدار السنة. تعريف هذا المناخ باعتبار درجات الحرارة يكون على الشكل التالي: مناخ ذو معدل شهر أكثر برودة أقل من –3°م وأربعة أشهر متوسط درجة حرارتها أعلى عن 10° مئوية. يفضل بعض علماء المناخ استعمال 0° مئوية كخط منسوب كونه الأكثر استخداما.
يمكن إيجاد المناخات الرطبة القارية بين خط عرض 30° و60° شمالاً، داخل وسط وشمال شرق أمريكا الشمالية، أوروبا وآسيا، بينما هو أقل شيوعا في نصف الكرة الجنوبي بسبب شساعة مساحات المحيطات. في نصف الكرة الشمالي بعض مناطق تواجد المناخ الرطب القاري متأثرة بالأجواء البحرية، مع صيف معتدل وشتاء تحت درجة التجمد، خصوصاً في إسكندنافيا، نوفا سكوتيا ونيوفاوندلاند. تتواجد مناخات رطبة قارية أكثر قساوة في جنوب سيبيريا ووسط غرب الولايات المتحدة بتجميعة الصيف الحار والشتاء البارد. في بعض المناطق هناك تأثيرات هوائية ثنائية (شبه مدارية وشبه قطبية) قوية اعتمادا على الفصل، مثل الصيف الحار والشتاء المتجمد في مدينة ميلووكي في ولاية ويسكونسن في أقصى شمال الغرب الأوسط الأمريكي.

## مفهوم المناخ

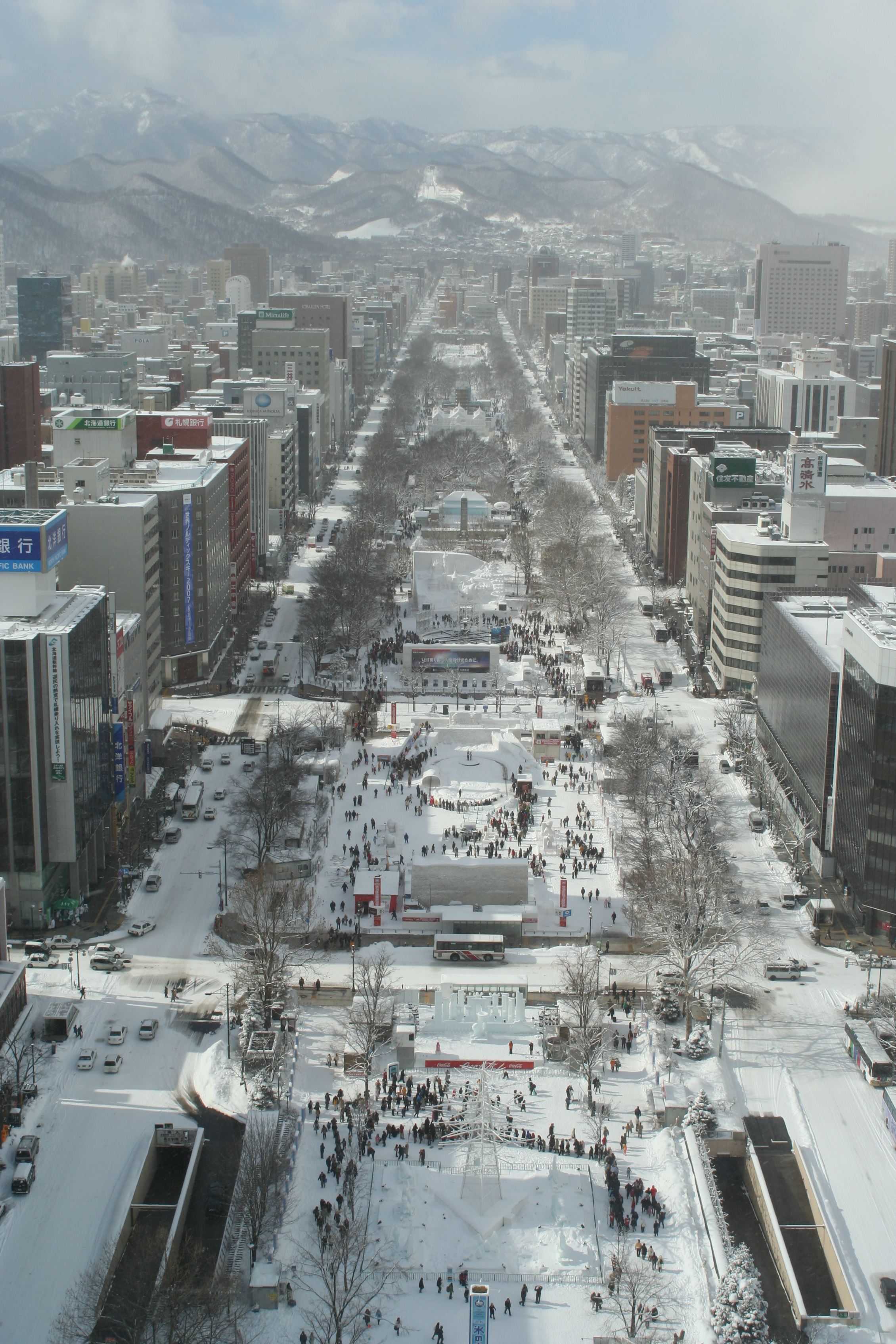
المدينة المثلجة سابورو، اليابان

تستعمل المعدلات المناخية لتعيين المناطق حيث يهيمن نظام مناخي معين. عينت منظمة الأرصاد العالمية هذا المعدل في فترة قدرها 30 سنة. اعتبرت نسخة 1936 معدل حراري للشهر الأكثر برودة أقل من –3°م، ووجوب كون 4 أشهر معدلاتها أعلى من أو تساوي 10°م.

لم تكن درجات الحرارة المعيارية هذه متوافقة. في أوروبا المعدل الحراري المنسوب المحدد في الـ –3° مئوية (خط التعادل الحراري) كان قرب التوسع الشتوي الجنوبي الأقصى للجليد القطبي. عدة علماء مناخ أمريكيين يفضلون استعمال معدل 0° مئوية كمعيار لأنهم يعتقدون فيه أفضل النتائج الواقعية. اكتشف أن معدل الـ 10° مئوية هو المعدل الحراري اللازم لنمو الأشجار. الاختلافات الحرارية شائعة في هذا النطاق المناخي.
بالإضافة إلى ذلك يجب أن تكون المنطقة غير تابعة للمناخ شبه القاحل أو المناخ الصحراوي. وهذا نابع من تحديث تريويرتا وهورن لتصنيف كوبن للمناخ وذلك سنة 1980، وحتى بتجاهله، تبقى مواصفات المناخ نفسها في نصف الكرة الجنوبي. يمكن ملاحظة التغيرات الكبرى في أمريكا الشمالية، أوروبا وشمال آسيا.

### التساقطات

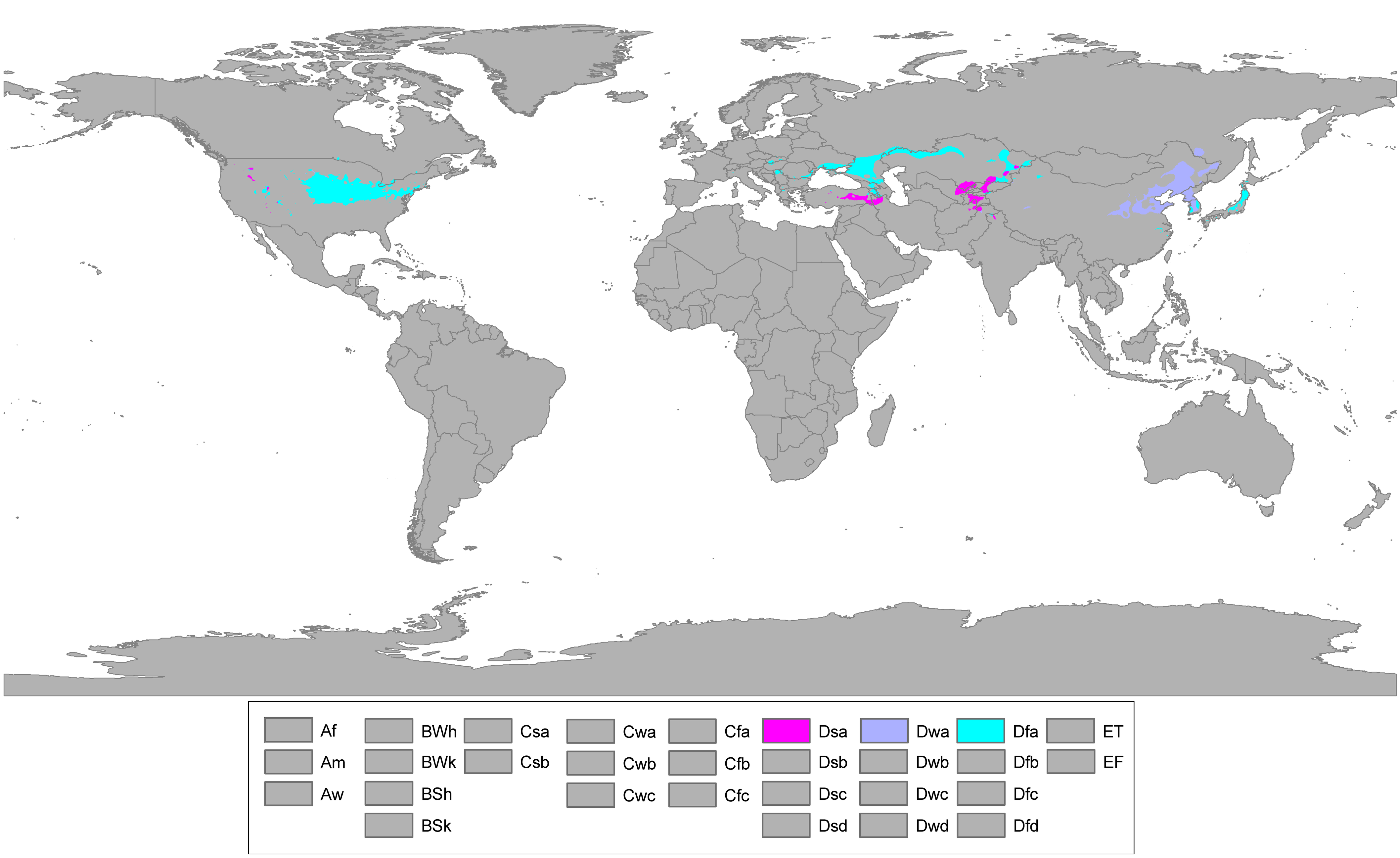
مناطق العالم بمناخ رطب قاري حار

التساقطات في هذا المناخ بأمريكا الشمالية تكون مدعومة بتيارات خليج المكسيك والمناطق شبه المدارية الأطلنتية القريبة. تكون التساقطات موزعة بشكل منتظم في عدة مناطق على مدار السنة (تصنيف كوبن: الحرف الثاني من الترميز هو f) بينما يمكن أن تشهد مناطق أخرى انخفاضا ملحوظا في نسبة التساقطات، حيث تزداد فرص جفاف شتوي (ترميز كوبن: الحرف الثاني من الترميز هو w) وفرص تساقطات منعدمة خلال الشتاء.
تسقط الثلوج في كل مناطق هذا المناخ وهو شائع في بعض المناطق أكثر من المطر، وذلك في ذروة الشتاء. في المناطق ذات نسبة هطول كثيف، يكون سمك الثلوج أعمق. تحدث معظم تساقطات المطر في الصيف من خلال عواصف رعدية، وفي شمال أمريكا وآسيا تحدث التساقطات بسبب الأعاصير الإستوائية. تكون مستويات الرطوبة في هذه المناطق عالية غالبا، كلمة الرطب في اسم المناخ تعني أن ليس جافا كفاية ليصنف ضمن المناخ الصحراوي أو المناخ الشبه قاحل.

### النباتات

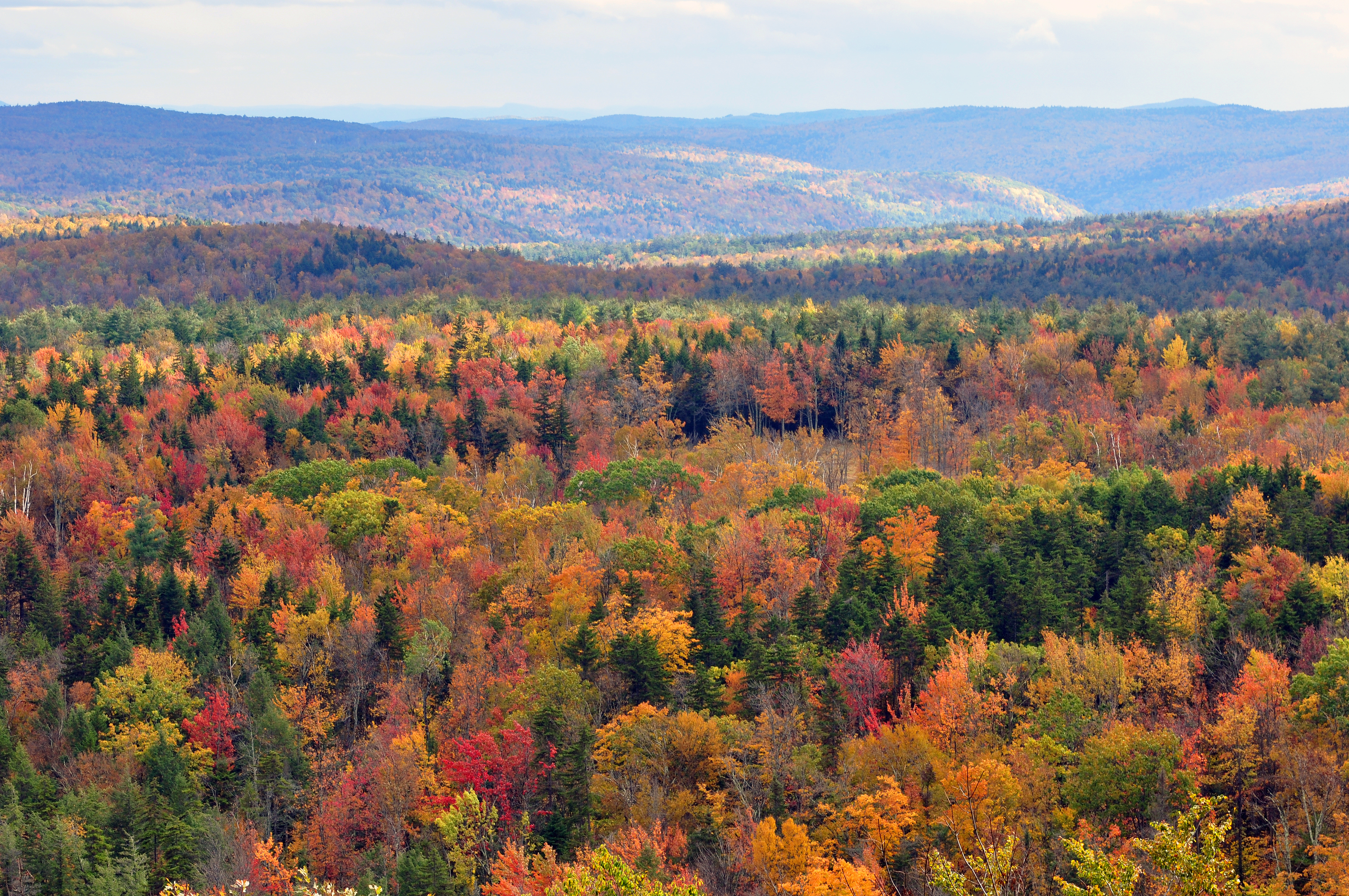
غابة مختلطة في فيرمونت خلال فصل الخريف

حسب التعريف، توجد الغابات في هذا المناخ. تنبت في الحيومات ضمن هذا المناخ غابات معتدلة، أراضي عشبية، غابات معتدلة بأشجار مؤقتة الخضرة وأشجار دائمة الخضرة، وغابات صنوبرية.
 داخل المناطق الرطبة، يمكن إيجاد أشجار التنوب والصنوبر والشوح والسنديان، أما تساقط أوراقها فهو ملحوظ في الخريف.

## نوع الصيف الحار/الدافئ
| مخطط المناخ شيكاغو | مخطط المناخ شيكاغو | مخطط المناخ شيكاغو | مخطط المناخ شيكاغو | مخطط المناخ شيكاغو | مخطط المناخ شيكاغو | مخطط المناخ شيكاغو | مخطط المناخ شيكاغو | مخطط المناخ شيكاغو | مخطط المناخ شيكاغو | مخطط المناخ شيكاغو | مخطط المناخ شيكاغو |
| --- | ------------------ | ------------------ | ------------------ | ------------------ | ------------------ | ------------------ | ------------------ | ------------------ | ------------------ | ------------------ | ------------------ |
| 01 | 02                 | 03                 | 04                 | 05                 | 06                 | 07                 | 08                 | 09                 | 10                 | 11                 | 12                 |
| 50 -1 -9 | 45 2 -6            | 72 9 -1            | 97 15 5            | 98 22 11           | 106 27 16          | 97 29 19           | 99 28 18           | 88 24 14           | 71 17 7            | 82 9 1             | 71 2 -5            |
| متوسط درجة-الحرارة °س مجاميع الهطل مم |                    |                    |                    |                    |                    |                    |                    |                    |                    |                    |                    |
| بالوحدات الإنكليزية \| 01 \| 02 \| 03 \| 04 \| 05 \| 06 \| 07 \| 08 \| 09 \| 10 \| 11 \| 12 \| \| 2 31 16 \| 1.8 36 21 \| 2.8 47 31 \| 3.8 59 40 \| 3.9 71 51 \| 4.2 81 61 \| 3.8 85 66 \| 3.9 82 65 \| 3.5 75 57 \| 2.8 63 45 \| 3.2 48 34 \| 2.8 36 22 \| \| متوسط درجة-الحرارة °ف مجاميع الهطول ″ \| \| \| \| \| \| \| \| \| \| \| \| |                    |                    |                    |                    |                    |                    |                    |                    |                    |                    |                    |
| 01 | 02                 | 03                 | 04                 | 05                 | 06                 | 07                 | 08                 | 09                 | 10                 | 11                 | 12                 |
| 2 31 16 | 1.8 36 21          | 2.8 47 31          | 3.8 59 40          | 3.9 71 51          | 4.2 81 61          | 3.8 85 66          | 3.9 82 65          | 3.5 75 57          | 2.8 63 45          | 3.2 48 34          | 2.8 36 22          |
| متوسط درجة-الحرارة °ف مجاميع الهطول ″ |                    |                    |                    |                    |                    |                    |                    |                    |                    |                    |                    |

تصل حرارة المعدل الشهري الأعلى إلى 22°م في نسخة المناخ الرطب الحار (أو الدافئ). وبما أن المناخ الرطب القاري محصور فقط في النصف الشمالي للأرض، فإن الشهر الأكثر حرارة غالبا ما يكون يوليو أو أغسطس. تصل درجات الحرارة بعد ظهر أيام شهر يوليو إلى أكثر من 30° مئوية، أما عن شهر يناير فالمعدل الشهري قد يصبح أبرد عن –3° مئوية. يتراوح عدد الأشهر غير المتجمدة بين 5 إلى 6 في هذا الصنف من المناخ الرطب القاري.
يوجد المناخ في أمريكا الشمالية، وذلك في مناطق صغيرة من جنوب شرقي كندا وأجزاء شرقية من الولايات المتحدة من المحيط الأطلسي إلى خط طول 100 غرباً، وهو على العموم يتراوح تواجده بين خطي العرض 39 و45 درجة شمالا، حيث تزداد نسبة التساقطات بالإتجاه نحو الشرق. يوجد نوع المناخ (Dfa) في الولايات الغربية للوسط الأمريكي (مونتانا، وايومنغ، أجزاء من جنوب أيداهو، معظم مقاطعة لينكون (واشنطن)، أجزاء من يوتاه وكولورادو، جنوب نبراسكا وأجزاء من غرب داكوتا الشمالية، وهو يقترن عادة بالمناخ الشبه القاحل البارد (BSk).
يوجد هذا النظام المناخي في شرق الكرة الأرضية داخل أوراسيا، وسط شرق آسيا وأجزاء من الهند. داخل أوروبا، مناخ Dfa حاضر في مناطق البحر الأسود جنوب أوكرانيا، المنطقة الفيدرالية الجنوبية لروسيا، جنوب مولدافيا، صربيا وأجزاء من جنوب رومانيا وبلغاريا
، لكن يميل لأن يكون أجف أو حتى شبه قاحل في هذه المناطق. في شرق آسيا، يتأثر هذا المناخ بالرياح الموسمية مع تساقطات غزيرة خلال الصيف أكثر من الشتاء، وذلك لتأثير المرتفع السيبيري الذي يخفض درجات الحرارة لتكون أبرد خلال الشتاء أكثر من أي خطوط عرض أخرى مشابهة، مع تساقطات ثلجية ضعيفة، باستثناء غرب اليابان، حيث يوجد المناخ في توهوكو، بين طوكيو وهوكايدو، بشكل أكثر رطوبة حتى من مناطق أمريكا الشمالية. يوجد صنف آخر من هذا المناخ بشتاء جاف مع ثلوج أقل نسبيا وصيف بتساقطات متأثرة بالرياح الموسمية في الصين، حيث يتضمن المناطق الساحلية للبحر الأصفر وتقريباً معظم شبه الجزيرة الكورية حيث يرمز لهذا المناخ بـ Dwa حسب تصنيف كوبن للمناخ. ويوجد في معظم آسيا الوسطى، شمال غرب الصين وجنوب منغوليا نظام حراري أشبه بنظام الـ Dfa، لكن تتلقى هذه المناطق تساقطات مطرية قليلة تصنفها ضمن المناخ الشبه القاحل الحار أو المناخ الصحراوي البارد.

## نوع الصيف المعتدل/البارد
| مخطط المناخ موسكو | مخطط المناخ موسكو | مخطط المناخ موسكو | مخطط المناخ موسكو | مخطط المناخ موسكو | مخطط المناخ موسكو | مخطط المناخ موسكو | مخطط المناخ موسكو | مخطط المناخ موسكو | مخطط المناخ موسكو | مخطط المناخ موسكو | مخطط المناخ موسكو |
| --- | ----------------- | ----------------- | ----------------- | ----------------- | ----------------- | ----------------- | ----------------- | ----------------- | ----------------- | ----------------- | ----------------- |
| 01 | 02                | 03                | 04                | 05                | 06                | 07                | 08                | 09                | 10                | 11                | 12                |
| 52 -4 -9 | 41 -4 -10         | 35 3 -4           | 37 11 2           | 49 19 8           | 80 22 12          | 85 24 14          | 82 22 13          | 68 16 7           | 71 9 3            | 55 1 -3           | 52 -3 -8          |
| متوسط درجة-الحرارة °س مجاميع الهطل مم |                   |                   |                   |                   |                   |                   |                   |                   |                   |                   |                   |
| بالوحدات الإنكليزية \| 01 \| 02 \| 03 \| 04 \| 05 \| 06 \| 07 \| 08 \| 09 \| 10 \| 11 \| 12 \| \| 2 25 16 \| 1.6 25 14 \| 1.4 37 24 \| 1.5 52 36 \| 1.9 65 46 \| 3.1 72 54 \| 3.3 76 58 \| 3.2 71 55 \| 2.7 60 45 \| 2.8 48 37 \| 2.2 34 26 \| 2 27 18 \| \| متوسط درجة-الحرارة °ف مجاميع الهطول ″ \| \| \| \| \| \| \| \| \| \| \| \| |                   |                   |                   |                   |                   |                   |                   |                   |                   |                   |                   |
| 01 | 02                | 03                | 04                | 05                | 06                | 07                | 08                | 09                | 10                | 11                | 12                |
| 2 25 16 | 1.6 25 14         | 1.4 37 24         | 1.5 52 36         | 1.9 65 46         | 3.1 72 54         | 3.3 76 58         | 3.2 71 55         | 2.7 60 45         | 2.8 48 37         | 2.2 34 26         | 2 27 18           |
| متوسط درجة-الحرارة °ف مجاميع الهطول ″ |                   |                   |                   |                   |                   |                   |                   |                   |                   |                   |                   |

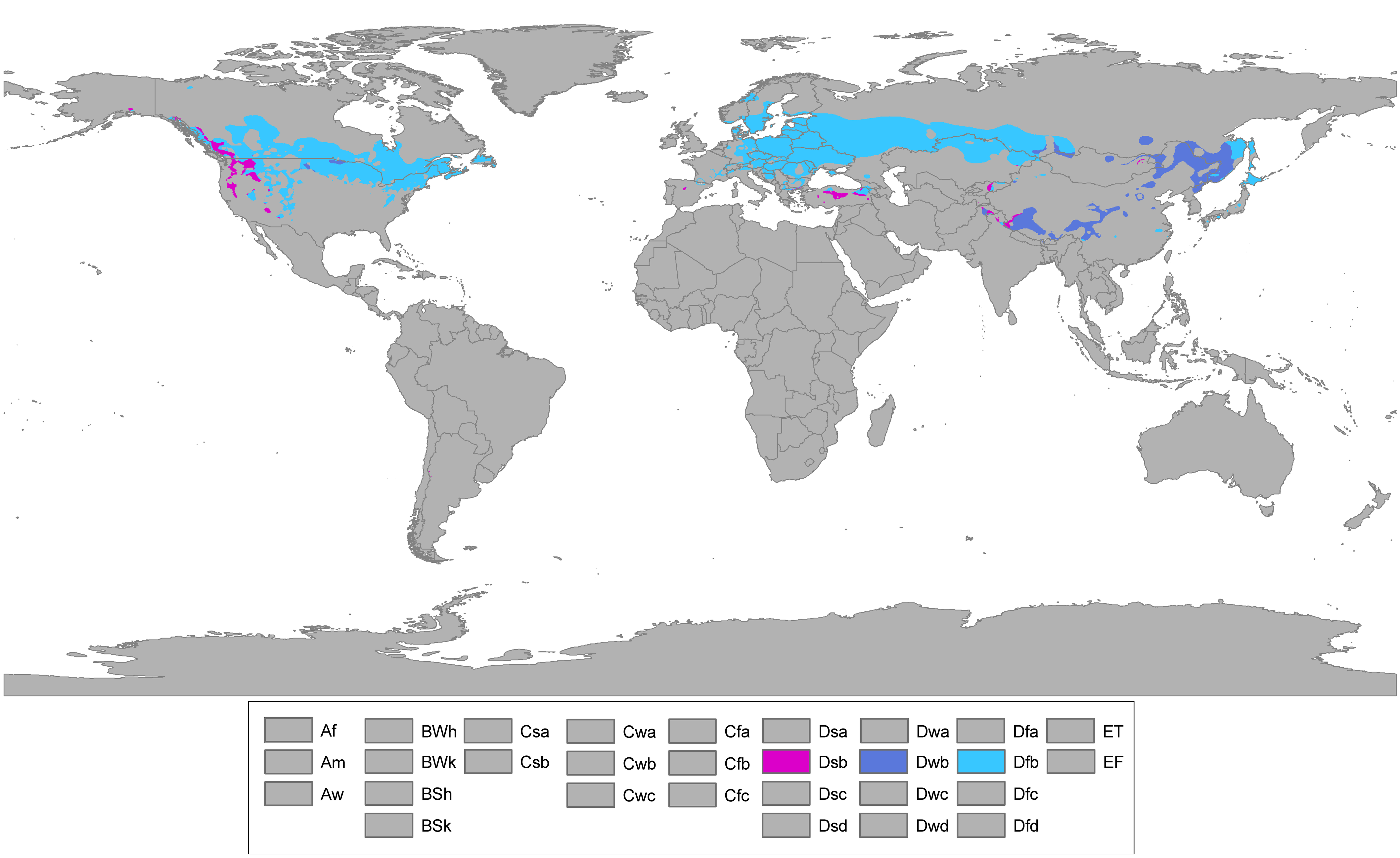
المناطق ذات مناخ رطب قاري بارد

يصل معدل الحرارة للشهر الأكثر حرارة لأكثر من 22°م. تتراوح درجات الحرارة النهارية عادة خلال فصل الصيف ما بين 21 و28 درجة مئوية ويكون المعدل الحراري للشهر الأكثر برودة ما دون خط منسوب تبلغ قيمته الحرارية –3° مئوية، أما عدد الشهور بدون ثلوج فهو يتراوح بين 3-5 أشهر، ولا تدوم موجات الحر لأكثر من أسبوع. يوجد المناخ في أمريكا الشمالية مغطيا مساحة أكثر من مساحة المناخ الرطب القاري الحار، وكذلك في جبال الأبلاش وكاليفورنيا. أما في أوروبا فيتواجد المناخ في بولندا، روسيا، السويد، فنلندا، النرويج، إستونيا، لاتفيا، ليتوانيا، سلوفاكيا، رومانيا وشرق النمسا. ويتعرض هذا الصنف من المناخ الرطب القاري للدفئ جراء تأثير التساقطات القادمة من المحيط الأطلنتي الشمالي. وفي نصف الكرة الجنوبي يوجد هذا المناخ فقط في جبال الألب الجنوبية بنيوزيلندا، الجبال المثلجة الأسترالية، وعدة مناخات أصغرية في جنوب جبال الأنديز في تشيلي والأرجنتين.